# Solva (djur)
Solva är ett släkte av tvåvingar. Solva ingår i familjen lövträdsflugor.

## Dottertaxa tillSolva, i alfabetisk ordning[1][2]
- Solva apicimacula
- Solva atrata
- Solva aurifrons
- Solva aurolimbata
- Solva basalis
- Solva basiflava
- Solva bergi
- Solva binghami
- Solva brasiliana
- Solva cabrerae
- Solva caffra
- Solva caiusi
- Solva calopodata
- Solva clavata
- Solva completa
- Solva concavifrons
- Solva confusa
- Solva crepuscula
- Solva cylindricornis
- Solva decora
- Solva devexifrons
- Solva dorsiflava
- Solva fascipennis
- Solva flavicoxis
- Solva flavipes
- Solva flavipilosa
- Solva flavoscutellaris
- Solva floresensis
- Solva formosipes
- Solva freyi
- Solva furcicera
- Solva gracilifemur
- Solva gracilipes
- Solva harmandi
- Solva hubensis
- Solva hybotoides
- Solva ichneumonea
- Solva ichneumoniformis
- Solva illustris
- Solva inamoena
- Solva inconspicua
- Solva intermedia
- Solva japonica
- Solva javana
- Solva kambaitiensis
- Solva kinabalu
- Solva kusigematii
- Solva laeta
- Solva longicornis
- Solva lugubris
- Solva luzonensis
- Solva macroscelis
- Solva maindroni
- Solva maniema
- Solva marginata
- Solva mediomacula
- Solva meijerei
- Solva melanogaster
- Solva mera
- Solva micholitzi
- Solva montium
- Solva nigra
- Solva nigricornis
- Solva nigricoxalis
- Solva nigricoxis
- Solva nigritibialis
- Solva nigriventris
- Solva nigroscutata
- Solva novaeguineae
- Solva pallipes
- Solva palmensis
- Solva planifrons
- Solva procera
- Solva pulchrina
- Solva rectitibia
- Solva remota
- Solva rufiventris
- Solva schuitnikowi
- Solva shanxiensis
- Solva sikkimensis
- Solva similis
- Solva sinensis
- Solva striata
- Solva symata
- Solva tamys
- Solva thereviformis
- Solva tigrina
- Solva tinctipes
- Solva truncativena
- Solva tuberculata
- Solva tuberifrons
- Solva uniflava
- Solva varia
- Solva varicolor
- Solva wegneri
- Solva verpa
- Solva vittata
- Solva yunnanensis